# Dichorragia ninus
Dichorragia ninus är en fjärilsart som beskrevs av Felder 1859. Dichorragia ninus ingår i släktet Dichorragia och familjen praktfjärilar. Inga underarter finns listade i Catalogue of Life.